# Africae Munus

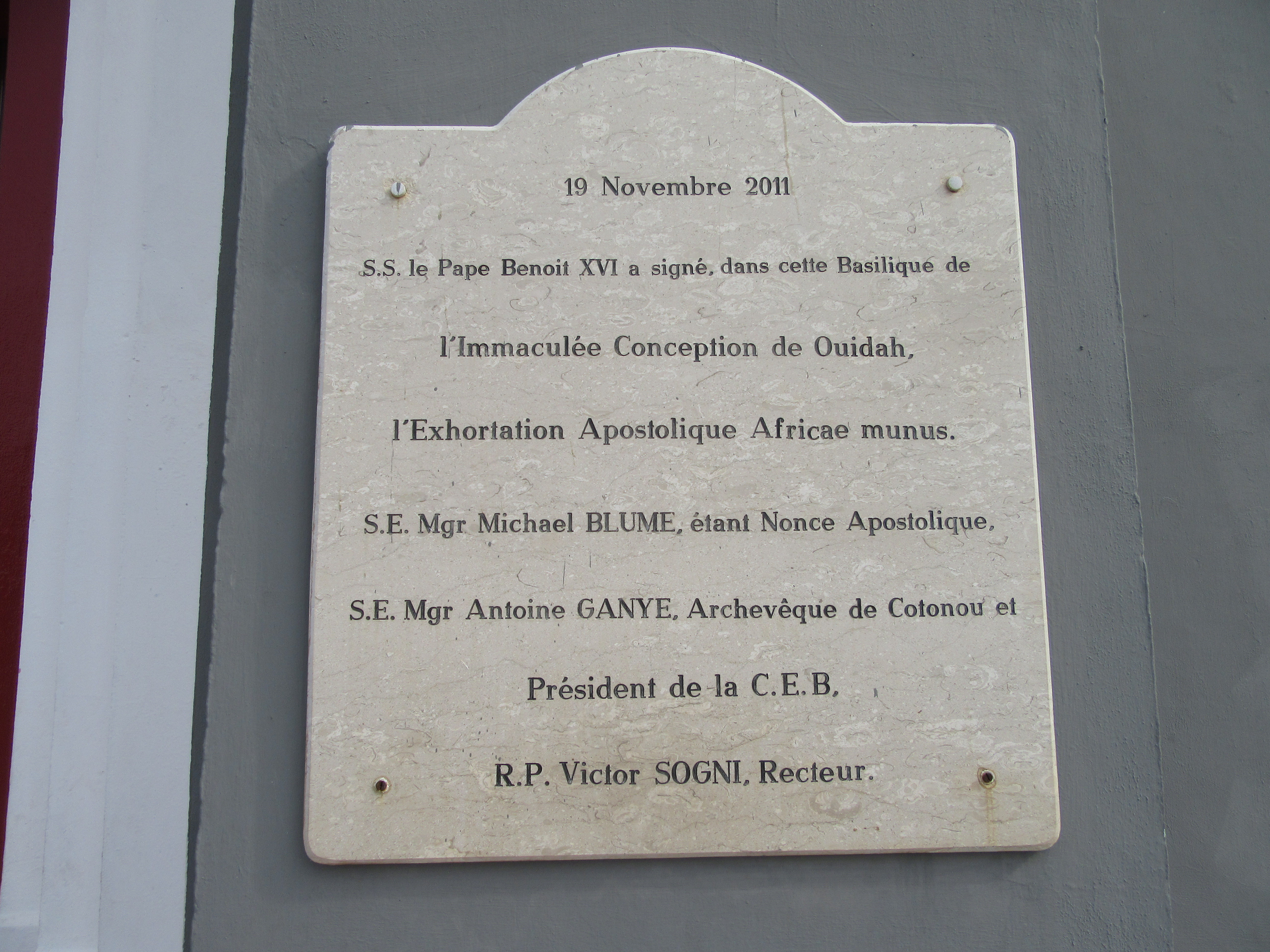
Lapide

Africae Munus, in italiano L'impegno dell'Africa, è la terza esortazione apostolica di papa Benedetto XVI.

## Contenuto
In quest'esortazione viene affrontato il tema della Chiesa in Africa, sul servizio della riconciliazione, della giustizia e della pace.
Il testo è composto da 177 paragrafi, dei quali 13 sono nell'introduzione.
Indice
Prima parte
1. Al servizio della riconciliazione, della giustizia e della pace
- I. Autentici servitori della parola di Dio
- II. Cristo al cuore delle realtà africane: sorgente di riconciliazione, di giustizia e di pace
  - A. «Lasciatevi riconciliare con Dio»(2 Cor 5,20b)
  - B. Diventare giusti e costruire un ordine sociale giusto
    - 1. Vivere della giustizia di Cristo
    - 2. Creare un ordine giusto nella logica delle beatitudini

  - C. L’amore nella verità: sorgente di pace
    - 1. Servizio fraterno concreto
    - 2. La Chiesa come una sentinella

2. I cantieri per la riconciliazione, la giustizia e la pace
- I. L’attenzione alla persona umana
  - A. La metanoia: un’autentica conversione
  - B. Vivere la verità del Sacramento del la Penitenza e della riconciliazione
  - C. Una spiritualità di comunione
  - D. L’inculturazione del Vangelo e l’evangelizzazione della cultura
  - E. Il dono di Cristo: l’Eucaristia e la Parola di Dio
- II. Vivere insieme
  - A. La famiglia
  - B. Le persone anziane
  - C. Gli uomini
  - D. Le donne
  - E. I giovani
  - F. I bambini
- III. La visione africana della vita
  - A. La protezione della vita
  - B. Il rispetto della creazione e l’ecosistema
  - C. Il buon governo degli Stati
  - D. I migranti, i profughi e i rifugiati
  - E. La globalizzazione e l’aiuto internazionale
- IV. Il dialogo e la comunione fra i credenti
  - A. Il dialogo ecumenico e la sfida dei nuovi movimenti religiosi
  - B. Il dialogo interreligioso [92-93]
    - 1. Le religioni tradizionali africane
    - 2. L’Islam

  - C. Diventare «sale della terra» e «luce del mondo»

Seconda parte
- I. I membri della chiesa
  - I. I Vescovi
  - II. I sacerdoti
  - III. I missionari
  - IV. I diaconi permanenti
  - V. Le persone consacrate
  - VI. I seminaristi
  - VII. I catechisti
  - VIII. I laici
- II. Principali campi di apostolato
  - I. La Chiesa come presenza di Cristo
  - II. Il mondo dell’educazione
  - III. Il mondo della salute
  - IV. Il mondo dell’informazione e della comunicazione
- III. «Àlzati, prendi la tua barella e cammina!» (Gv 5,8)
  - I. L’insegnamento di Gesù alla piscina di Betzatà
  - II. La Parola di Dio e i Sacramenti
    - A. Le Sacre Scritture
    - B. L’Eucaristia
    - C. La Riconciliazione

  - III. La Nuova Evangelizzazione
    - A. Portatori di Cristo «luce del mondo»
    - B. Testimoni di Cristo Risorto
    - C. Missionari alla sequela di Cristo